# Полковник Редль
«Полко́вник Редль» (нем. Oberst Redl, венг. Redl ezredes) — кинофильм Иштвана Сабо, основанный на биографии Альфреда Редля.

## Анонс к фильму
Вольная трактовка биографии контрразведчика Австро-Венгерской империи Альфреда Редля, основанная на пьесе Джона Осборна «A Patriot for Me». Это история постепенного избавления от иллюзий, начавшаяся с осознания коррупции и распущенности в армии и закончившаяся болезненным пониманием скорого падения и развала многонациональной полуфеодальной империи, сотрясаемой внутренними и внешними противоречиями. Полковник Редль (Клаус Мария Брандауэр), всю жизнь проживший и стремительно взлетевший по служебной лестнице с именем императора на устах, из последних сил цепляется за идею монархии, идею, гиблость которой он осознает слишком поздно: «Того, что я хотел защищать, уже нет».

## Сюжет
Альфред Редль — мальчик из небогатой многодетной крестьянской семьи — написал стихи об императоре, благодаря которым его взяли в офицерскую школу. Он подружился с бароном Кристофом Кубини и провёл каникулы у него в имении. Там он познакомился с его сестрой Каталин, любовь к которой пронёс через всю дальнейшую жизнь, и увидел, как живёт знать. Уже в училище проявляется карьеризм Редля: за обедом в имении Кубини он придумывает историю о дворянском происхождении своей семьи и отказывается ехать домой на похороны отца, чтобы принять участие в праздновании именин государя императора. На конфирмации в соборе священник говорит курсантам, что теперь их отцом стал император Франц-Иосиф.
Во время службы на Адриатике Редлю приходится стать арбитром на дуэли между двумя своими друзьями — лейтенантами Шормом и Кубини. Благодаря покровительству полковника фон Родена Редль получает повышение по службе. Он уезжает в Вену, где вступает в связь с Каталин. После службы в Вене Редль получает должность в Галиции, где беспощадно преследует злоупотребления, в том числе и со стороны своего друга Кубини, который получает выговоры за пьянство и уезжает служить в другой округ.
Фон Роден перетаскивает Редля в Вену, где тот получает пост главы контрразведки. Он отдаёт все силы работе, но вокруг него всё больше дурных слухов: в частности, из-за подозрений в гомосексуализме ему приходится жениться. Наследник престола даёт ему задание — ради интересов монархии найти предателя, чтобы устроить над ним показательный процесс. Однако предателем должен быть русин по национальности, иными словами, Редлю предстоит найти своё alter ego. Редль находит пару продажных чиновников, за которыми стоят высшие круги, но оба они погибают.
На бале-маскараде, где все разговоры только о войне, Каталин представляет Редлю молодого Альфредо Велоккио. Мужчины проводят время вместе. На прогулке в лесу Редль раскалывает Веллокио, которому обещали деньги, если он узнает у Редля план войны с Россией. Редль понимает, что он стал жертвой заговора и провокации наследника и все его предали. Находясь под прицелом скрытой камеры, он рассказывает юноше содержание плана «Р», после чего Велоккио исчезает в лесу.
Заметив за собой слежку, Редль уединяется в номере отеля. Прибывший адъютант наследника обвиняет его в измене. Фон Роден даёт ему пощёчину. Кубини доносит до него предложение наследника быть благоразумным на процессе. Жена и Каталин просят его принять это предложение.
На совещании у наследника офицеры выдвигают различные предложения, что делать с Редлем, который всё ещё отказывается от сотрудничества в процессе. Старый полковник предлагает дать Редлю возможность покончить с собой, а прессе преподнести историю про то, как он получил письмо, был разоблачён детективами и застрелился. По приказу наследника новоиспечённый полковник Кубини передаёт своему другу пистолет. После мучительной душевной борьбы Редль пускает себе пулю в висок. Вещи Редля, в том числе и его тетрадь со стихами, распродают на аукционе.
Проезжая по городу в машине, наследник падает, сражённый выстрелом. Мировая война начинается.

## В ролях
- Клаус Мария Брандауэр — полковник Альфред Редль
- Армин Мюллер-Шталь — наследник престола
- Гудрун Ландгребе — Каталин Кубини
- Ян Никлас — Кристоф Кубини
- Ханс Кристиан Блех — полковник фон Роден
- Ласло Менсарош — полковник Ружичка
- Андраш Балинт — доктор Густав Зонненшайн
- Ласло Гальффи — Альфредо Велоккио
- Дороттия Удварош — Кларисса
- Карой Эперьеш — лейтенант Яромил Шорм
- Роберт Ратони — барон Улльман
- Эдвард Жентара — капитан Шалапска
- Флора Кадар — сестрa Альфредa Редля
- Тамаш Майор — барон Кубиньи

## Награды и номинации

### Награды
- 1986 — Премия BAFTA
  - Лучший фильм на иностранном языке — Манфред Дурниок, Иштван Сабо
- 1985 — Каннский кинофестиваль
  - Приз жюри — Иштван Сабо

### Номинации
- 1986 — Премия «Оскар»
  - Лучший фильм на иностранном языке
- 1985 — Каннский кинофестиваль
  - Золотая пальмовая ветвь — Иштван Сабо
- 1986 — Премия «Золотой глобус»
  - Лучший зарубежный фильм

## Интересные факты
- Прототипом главного героя является Альфред Редль, австрийский офицер контрразведки, начальник агентурного отделения разведывательного бюро генерального штаба, полковник, начальник штаба 8-го Пражского армейского корпуса, руководивший военной контрразведкой Австро-Венгрии в преддверии Первой мировой войны. В 1903 Редль был завербован варшавским отделением русской разведки.
- Одним из персонажей фильма является доктор Густав Зонненшайн. История семьи Зонненшайн была позже рассказана Иштваном Сабо в фильме «Вкус солнечного света».
- В течение фильма несколько раз как саундтрек, лейтмотив или рефрен звучит Марш Радецкого Штрауса старшего.
- В советский прокат фильм вышел в 1988 году в одноголосом закадровом переводе от киностудии имени Горького. Текст читал Сергей Малишевский.